# Élections municipales de 2005 en Estrie
Les élections municipales québécoises de 2005 se déroulent le 6 novembre 2005. Elles permettent d'élire les maires et les conseillers de chacune des municipalités locales du Québec, ainsi que les préfets de quelques municipalités régionales de comté.
Elles permettent de déterminer les maires et les conseillers de chacune des municipalités locales de même que certains préfets. Ces élections sont les premières tenues en vertu de la Loi sur les élections et les référendums dans les municipalités adoptée en 2001 par l'Assemblée nationale du Québec, qui instaure une nouvelle procédure prévoyant de tenir les élections de tous les postes municipaux dans toutes les municipalités la même journée.

## Estrie

### Asbestos
| Candidats pour la mairie            | Vote  | %     |
| ----------------------------------- | ----- | ----- |
| Jean-Philippe Bachand               | 1 421 | 43,62 |
| Hugues Grimard                      | 1 315 | 40,36 |
| Gilles Messier                      | 522   | 16,02 |
| Nombre d'électeurs inscrits : 5 566 |       |       |

### Ascot Corner
| Candidats pour la mairie            | Vote | %     |
| ----------------------------------- | ---- | ----- |
| Fabien Morin                        | 348  | 53,21 |
| Johanne Blais-Demers (Sortante)     | 306  | 46,79 |
| Nombre d'électeurs inscrits : 1 931 |      |       |

### Audet
| Candidats pour la mairie | Vote            | %               |
| ------------------------ | --------------- | --------------- |
| André Grenier (Sortant)  | Sans opposition | Sans opposition |

### Austin
| Candidats pour la mairie | Vote            | %               |
| ------------------------ | --------------- | --------------- |
| Roger Nicolet            | Sans opposition | Sans opposition |

### Ayer's Cliff
| Candidats pour la mairie | Vote            | %               |
| ------------------------ | --------------- | --------------- |
| Vincent Gérin (Sortant)  | Sans opposition | Sans opposition |

### Barnston-Ouest
| Candidats pour la mairie          | Vote | %     |
| --------------------------------- | ---- | ----- |
| Ghislaine Leblond                 | 208  | 63,41 |
| Alain Bouffard                    | 120  | 36,59 |
| Nombre d'électeurs inscrits : 480 |      |       |

### Bolton-Est
| Candidats pour la mairie          | Vote | %     |
| --------------------------------- | ---- | ----- |
| Joan Westland-Eby (Sortante)      | 198  | 65,56 |
| Denis Depelteau                   | 104  | 34,44 |
| Nombre d'électeurs inscrits : 668 |      |       |

### Bonsecours
| Candidats pour la mairie   | Vote            | %               |
| -------------------------- | --------------- | --------------- |
| Cécile Laliberté (Sortant) | Sans opposition | Sans opposition |

### Bury
| Candidats pour la mairie          | Vote | %     |
| --------------------------------- | ---- | ----- |
| Marc Jacques Gosselin             | 305  | 48,03 |
| Florence Duval Fréchette          | 173  | 27,24 |
| Orvil Anderson (Sortant)          | 157  | 24,73 |
| Nombre d'électeurs inscrits : 957 |      |       |

### Chartierville
| Candidats pour la mairie | Vote            | %               |
| ------------------------ | --------------- | --------------- |
| Jean-René Ré             | Sans opposition | Sans opposition |

### Cleveland
| Candidats pour la mairie            | Vote | %     |
| ----------------------------------- | ---- | ----- |
| Gerald Badger (Sortant)             | 447  | 58,51 |
| Denis Auclair                       | 317  | 41,49 |
| Nombre d'électeurs inscrits : 1 325 |      |       |

### Coaticook
| Candidats pour la mairie                      | Vote            | %               |
| --------------------------------------------- | --------------- | --------------- |
| Bertrand Lamoureux (Sortant d'un autre poste) | Sans opposition | Sans opposition |

### Compton
| Candidats pour la mairie   | Vote            | %               |
| -------------------------- | --------------- | --------------- |
| Fernand Veilleux (Sortant) | Sans opposition | Sans opposition |

### Cookshire-Eaton
| Candidats pour la mairie            | Vote | %     |
| ----------------------------------- | ---- | ----- |
| Normand Potvin                      | 927  | 46,54 |
| Bertrand Landry (Sortant)           | 622  | 31,22 |
| Ghislain Chauveau                   | 443  | 22,24 |
| Nombre d'électeurs inscrits : 3 901 |      |       |

### Courcelles
| Candidats pour la mairie | Vote            | %               |
| ------------------------ | --------------- | --------------- |
| Mario Quirion            | Sans opposition | Sans opposition |

### Danville
| Candidats pour la mairie | Vote            | %               |
| ------------------------ | --------------- | --------------- |
| Jacques Hémond (Sortant) | Sans opposition | Sans opposition |

### Dixville
| Candidats pour la mairie | Vote            | %               |
| ------------------------ | --------------- | --------------- |
| Réal Ouimette (Sortant)  | Sans opposition | Sans opposition |

### Dudswell
| Candidats pour la mairie                  | Vote            | %               |
| ----------------------------------------- | --------------- | --------------- |
| Nicole Robert (Sortante d'un autre poste) | Sans opposition | Sans opposition |

Nomination de Claude Corriveau au poste en 2008.

### East Angus
| Candidats pour la mairie            | Vote  | %     |
| ----------------------------------- | ----- | ----- |
| Martin Mailhot                      | 1 048 | 67,14 |
| Stephen P. Gauley                   | 429   | 27,48 |
| Réal Gagné                          | 84    | 5,38  |
| Nombre d'électeurs inscrits : 2 671 |       |       |

### East Hereford
| Candidats pour la mairie     | Vote            | %               |
| ---------------------------- | --------------- | --------------- |
| Richard Belleville (Sortant) | Sans opposition | Sans opposition |

### Eastman
| Candidats pour la mairie    | Vote            | %               |
| --------------------------- | --------------- | --------------- |
| Gérard Marinovich (Sortant) | Sans opposition | Sans opposition |

### Frontenac
| Candidats pour la mairie            | Vote | %     |
| ----------------------------------- | ---- | ----- |
| Jean-Denis Cloutier (Sortant)       | 809  | 85,07 |
| Carole Dodier Tétrault              | 142  | 14,93 |
| Nombre d'électeurs inscrits : 1 318 |      |       |

### Hampden
| Candidats pour la mairie | Vote            | %               |
| ------------------------ | --------------- | --------------- |
| Normand Côté             | Sans opposition | Sans opposition |

### Hatley (municipalité de canton)
| Candidats pour la mairie  | Vote            | %               |
| ------------------------- | --------------- | --------------- |
| Pierre-A. Levac (Sortant) | Sans opposition | Sans opposition |

### Hatley (municipalité)
| Candidats pour la mairie      | Vote            | %               |
| ----------------------------- | --------------- | --------------- |
| Jacques de Léséleuc (Sortant) | Sans opposition | Sans opposition |

### Kingsbury
| Candidats pour la mairie          | Vote | %     |
| --------------------------------- | ---- | ----- |
| Jean Dandurand (Sortant)          | 82   | 75,23 |
| Marc Renaud                       | 27   | 24,77 |
| Nombre d'électeurs inscrits : 131 |      |       |

### La Patrie
| Candidats pour la mairie | Vote            | %               |
| ------------------------ | --------------- | --------------- |
| Jacques Blais (Sortant)  | Sans opposition | Sans opposition |

### Lac-Drolet
| Candidats pour la mairie          | Vote | %     |
| --------------------------------- | ---- | ----- |
| Jean-Guy Gagnon (Sortant)         | 571  | 94,22 |
| Pauline Bouffard                  | 35   | 5,78  |
| Nombre d'électeurs inscrits : 886 |      |       |

Nomination de Marielle Fecteau au poste de mairesse en 2007.
- Rendue nécessaire en raison de la démission du maire Jean-Guy Gagnon pour des raisons de santé le 2 octobre 2006. Daniel Faucher, conseiller #5, agit comme pro-maire (maire-suppléant) durant la période de transition[3].

### Lac-Mégantic
| Candidats pour la mairie | Vote            | %               |
| ------------------------ | --------------- | --------------- |
| Colette Roy Laroche      | Sans opposition | Sans opposition |

### Lambton
| Candidats pour la mairie            | Vote | %     |
| ----------------------------------- | ---- | ----- |
| Raymonde Lapointe                   | 565  | 55,50 |
| Marc Turcotte                       | 453  | 44,50 |
| Nombre d'électeurs inscrits : 1 431 |      |       |

### Lawrenceville
| Candidats pour la mairie          | Vote | %     |
| --------------------------------- | ---- | ----- |
| Daniel Héroux                     | 196  | 65,99 |
| René Martin                       | 101  | 34,01 |
| Nombre d'électeurs inscrits : 477 |      |       |

### Lingwick
| Candidats pour la mairie | Vote            | %               |
| ------------------------ | --------------- | --------------- |
| Céline Gagné             | Sans opposition | Sans opposition |

### Magog
| Candidats pour la mairie | Vote            | %               |
| ------------------------ | --------------- | --------------- |
| Marc Poulin              | Sans opposition | Sans opposition |

### Maricourt
| Candidats pour la mairie          | Vote | %     |
| --------------------------------- | ---- | ----- |
| Réjean Paquette                   | 165  | 77,46 |
| Michael Selby (Sortant)           | 48   | 22,54 |
| Nombre d'électeurs inscrits : 383 |      |       |

### Marston
| Candidats pour la mairie          | Vote | %     |
| --------------------------------- | ---- | ----- |
| Jacques Lalonde                   | 210  | 64,81 |
| Marc Rodrigue                     | 114  | 35,19 |
| Nombre d'électeurs inscrits : 576 |      |       |

### Martinville
| Candidats pour la mairie | Vote            | %               |
| ------------------------ | --------------- | --------------- |
| Réjean Masson            | Sans opposition | Sans opposition |

### Melbourne
| Candidats pour la mairie          | Vote | %     |
| --------------------------------- | ---- | ----- |
| Daryl Grainger (Sortant)          | 285  | 61,69 |
| Émanuella Germanini-Laval         | 177  | 38,31 |
| Nombre d'électeurs inscrits : 788 |      |       |

### Milan
| Candidats pour la mairie | Vote            | %               |
| ------------------------ | --------------- | --------------- |
| Claude Turcotte          | Sans opposition | Sans opposition |

### Nantes
| Candidats pour la mairie | Vote            | %               |
| ------------------------ | --------------- | --------------- |
| Ginette Dupuis           | Sans opposition | Sans opposition |

### Newport
| Candidats pour la mairie          | Vote | %     |
| --------------------------------- | ---- | ----- |
| Malcolm Burns                     | 197  | 56,29 |
| Marc Vaillancourt                 | 153  | 43,71 |
| Nombre d'électeurs inscrits : 647 |      |       |

- Nomination de Claude Lecomte au poste de maire[Quand ?][4]

### North Hatley
| Candidats pour la mairie | Vote            | %               |
| ------------------------ | --------------- | --------------- |
| Stephan Doré (Sortant)   | Sans opposition | Sans opposition |

### Notre-Dame-des-Bois
| Candidats pour la mairie          | Vote | %     |
| --------------------------------- | ---- | ----- |
| Jean-Louis Gobeil                 | 325  | 63,48 |
| Jean-Denis Turgeon (Sortant)      | 187  | 36,52 |
| Nombre d'électeurs inscrits : 718 |      |       |

### Ogden
| Candidats pour la mairie | Vote            | %               |
| ------------------------ | --------------- | --------------- |
| Michael Sudlow (sortant) | Sans opposition | Sans opposition |

### Orford
| Candidats pour la mairie            | Vote | %     |
| ----------------------------------- | ---- | ----- |
| Pierre Rodier                       | 807  | 51,86 |
| Jacques Delorme (Sortant)           | 749  | 48,14 |
| Nombre d'électeurs inscrits : 2 709 |      |       |

### Piopolis
| Candidats pour la mairie | Vote            | %               |
| ------------------------ | --------------- | --------------- |
| Marc Beaulé              | Sans opposition | Sans opposition |

### Potton
| Candidats pour la mairie | Vote            | %               |
| ------------------------ | --------------- | --------------- |
| Claude Laplume (Sortant) | Sans opposition | Sans opposition |

### Racine
| Candidats pour la mairie            | Vote | %     |
| ----------------------------------- | ---- | ----- |
| René Pelletier                      | 441  | 69,12 |
| Jean-Claude Boutin                  | 197  | 30,88 |
| Nombre d'électeurs inscrits : 1 007 |      |       |

### Richmond
| Candidats pour la mairie | Vote            | %               |
| ------------------------ | --------------- | --------------- |
| Marc-André Martel        | Sans opposition | Sans opposition |

### Saint-Adrien
| Candidats pour la mairie  | Vote            | %               |
| ------------------------- | --------------- | --------------- |
| Pierre Therrien (Sortant) | Sans opposition | Sans opposition |

### Saint-Augustin-de-Woburn
| Candidats pour la mairie | Vote            | %               |
| ------------------------ | --------------- | --------------- |
| Steve Charrier           | Sans opposition | Sans opposition |

### Saint-Camille
| Candidats pour la mairie       | Vote            | %               |
| ------------------------------ | --------------- | --------------- |
| Henri-Paul Bellerose (Sortant) | Sans opposition | Sans opposition |

- Claude Larose, conseiller, devient maire en mai 2006[5].

### Saint-Claude
| Candidats pour la mairie          | Vote | %     |
| --------------------------------- | ---- | ----- |
| Hervé Provencher                  | 326  | 62,33 |
| France L.-Maurice (Sortante)      | 197  | 37,67 |
| Nombre d'électeurs inscrits : 885 |      |       |

### Saint-Denis-de-Brompton
| Candidats pour la mairie | Vote            | %               |
| ------------------------ | --------------- | --------------- |
| Mike Doyle (Sortant)     | Sans opposition | Sans opposition |

### Saint-Étienne-de-Bolton
| Candidats pour la mairie | Vote            | %               |
| ------------------------ | --------------- | --------------- |
| Yves Mailhot             | Sans opposition | Sans opposition |

### Saint-François-Xavier-de-Brompton
| Candidats pour la mairie            | Vote | %     |
| ----------------------------------- | ---- | ----- |
| Daniel Morin                        | 709  | 68,70 |
| Yvon Paquin                         | 323  | 31,30 |
| Nombre d'électeurs inscrits : 1 547 |      |       |

### Saint-Georges-de-Windsor
| Candidats pour la mairie | Vote            | %               |
| ------------------------ | --------------- | --------------- |
| René Perreault (Sortant) | Sans opposition | Sans opposition |

### Saint-Herménégilde
| Candidats pour la mairie | Vote            | %               |
| ------------------------ | --------------- | --------------- |
| Lucie Tremblay           | Sans opposition | Sans opposition |

### Saint-Isidore-de-Clifton
| Candidats pour la mairie | Vote            | %               |
| ------------------------ | --------------- | --------------- |
| André Perron             | Sans opposition | Sans opposition |

### Saint-Joseph-de-Ham-Sud
| Candidats pour la mairie          | Vote | %     |
| --------------------------------- | ---- | ----- |
| Langevin Gagnon                   | 130  | 59,91 |
| Rénald Boisvert (Sortant)         | 87   | 40,09 |
| Nombre d'électeurs inscrits : 251 |      |       |

### Saint-Ludger
| Candidats pour la mairie   | Vote            | %               |
| -------------------------- | --------------- | --------------- |
| Félix Destrijker (Sortant) | Sans opposition | Sans opposition |

### Saint-Malo
| Candidats pour la mairie | Vote            | %               |
| ------------------------ | --------------- | --------------- |
| Jacques Madore           | Sans opposition | Sans opposition |

### Saint-Robert-Bellarmin
| Candidats pour la mairie          | Vote | %     |
| --------------------------------- | ---- | ----- |
| Michel Poulin                     | 262  | 53,58 |
| Jeannot Lachance (Sortant)        | 227  | 46,42 |
| Nombre d'électeurs inscrits : 568 |      |       |

### Saint-Romain
| Candidats pour la mairie   | Vote            | %               |
| -------------------------- | --------------- | --------------- |
| Jean-Luc Fillion (Sortant) | Sans opposition | Sans opposition |

### Saint-Sébastien
| Candidats pour la mairie | Vote            | %               |
| ------------------------ | --------------- | --------------- |
| Marcel Proteau (Sortant) | Sans opposition | Sans opposition |

### Saint-Venant-de-Paquette
| Candidats pour la mairie | Vote            | %               |
| ------------------------ | --------------- | --------------- |
| Henri Pariseau           | Sans opposition | Sans opposition |

### Sainte-Anne-de-la-Rochelle
| Candidats pour la mairie | Vote            | %               |
| ------------------------ | --------------- | --------------- |
| J. André Bourassa        | Sans opposition | Sans opposition |

### Sainte-Catherine-de-Hatley
| Candidats pour la mairie            | Vote | %     |
| ----------------------------------- | ---- | ----- |
| Jacques Demers                      | 580  | 63,25 |
| Denis Dubois                        | 337  | 36,75 |
| Nombre d'électeurs inscrits : 1 813 |      |       |

### Sainte-Cécile-de-Whitton
| Candidats pour la mairie | Vote            | %               |
| ------------------------ | --------------- | --------------- |
| Maurice Guay             | Sans opposition | Sans opposition |

### Sainte-Edwidge-de-Clifton
| Candidats pour la mairie          | Vote | %     |
| --------------------------------- | ---- | ----- |
| Linda Ouellet (Sortante)          | 173  | 67,58 |
| Michel Doyon                      | 83   | 32,42 |
| Nombre d'électeurs inscrits : 357 |      |       |

### Scotstown
| Candidats pour la mairie          | Vote | %     |
| --------------------------------- | ---- | ----- |
| Solange Bouffard                  | 250  | 77,64 |
| Myriam Sainson                    | 72   | 22,36 |
| Nombre d'électeurs inscrits : 485 |      |       |

### Sherbrooke
| Candidats pour la mairie              | Vote   | %     |
| ------------------------------------- | ------ | ----- |
| Jean Perreault                        | 25 687 | 53,93 |
| Hélène Gravel                         | 20 892 | 43,87 |
| Hubert Richard                        | 1 047  | 2,20  |
| Nombre d'électeurs inscrits : 108 273 |        |       |

### Stanstead (canton)
| Candidats pour la mairie            | Vote | %     |
| ----------------------------------- | ---- | ----- |
| Lionel Larochelle                   | 301  | 67,64 |
| Raymond J. La Roche                 | 144  | 32,36 |
| Nombre d'électeurs inscrits : 1 009 |      |       |

### Stanstead (ville)
| Candidats pour la mairie            | Vote | %     |
| ----------------------------------- | ---- | ----- |
| Raymond Yates (Sortant)             | 634  | 52,88 |
| Jody Stone                          | 565  | 47,12 |
| Nombre d'électeurs inscrits : 2 287 |      |       |

### Stanstead-Est
| Candidats pour la mairie          | Vote | %     |
| --------------------------------- | ---- | ----- |
| Guy Lefebvre                      | 210  | 59,15 |
| R. Harvey Lothrop (Sortant)       | 145  | 40,85 |
| Nombre d'électeurs inscrits : 540 |      |       |

### Stoke
| Candidats pour la mairie            | Vote | %     |
| ----------------------------------- | ---- | ----- |
| Bertrand Ducharme (Sortant)         | 697  | 64,18 |
| Marthe Brideau                      | 389  | 35,82 |
| Nombre d'électeurs inscrits : 2 018 |      |       |

### Stornoway
| Candidats pour la mairie | Vote            | %               |
| ------------------------ | --------------- | --------------- |
| Pierre-André Gagné       | Sans opposition | Sans opposition |

Élection partielle par acclamation de Mario Lachance au poste de maire le 17 janvier 2014.
- Nécessaire en raison du désistement du maire Pierre-André Gagné peu après sa réélection en novembre 2013[6].

| Candidats pour la mairie | Vote            | %               |
| ------------------------ | --------------- | --------------- |
| Mario Lachance           | Sans opposition | Sans opposition |

### Stratford
| Candidats pour la mairie            | Vote | %     |
| ----------------------------------- | ---- | ----- |
| Guy Cloutier                        | 377  | 58,91 |
| Fernand Tardif                      | 263  | 41,09 |
| Nombre d'électeurs inscrits : 1 066 |      |       |

### Stukely-Sud
| Candidats pour la mairie          | Vote | %     |
| --------------------------------- | ---- | ----- |
| Gérald Allaire                    | 219  | 48,67 |
| Noëlle-Ange Laramée-Arès          | 141  | 31,33 |
| Ryan Coulombe                     | 90   | 20,00 |
| Nombre d'électeurs inscrits : 774 |      |       |

### Ulverton
| Candidats pour la mairie | Vote            | %               |
| ------------------------ | --------------- | --------------- |
| Roger Viens              | Sans opposition | Sans opposition |

### Val-Joli
| Candidats pour la mairie            | Vote | %     |
| ----------------------------------- | ---- | ----- |
| Gilles Perron (Sortant)             | 341  | 55,45 |
| Jean-Marc Brun                      | 274  | 44,54 |
| Nombre d'électeurs inscrits : 1 201 |      |       |

### Val-Racine
| Candidats pour la mairie | Vote            | %               |
| ------------------------ | --------------- | --------------- |
| Sonia Cloutier           | Sans opposition | Sans opposition |

### Valcourt (municipalité de canton)
| Candidats pour la mairie    | Vote            | %               |
| --------------------------- | --------------- | --------------- |
| Patrice Desmarais (Sortant) | Sans opposition | Sans opposition |

### Valcourt (ville)
| Candidats pour la mairie            | Vote | %     |
| ----------------------------------- | ---- | ----- |
| Laurian Gagné                       | 925  | 90,07 |
| Jacques Séguin                      | 102  | 9,93  |
| Nombre d'électeurs inscrits : 1 803 |      |       |

### Waterville
| Candidats pour la mairie            | Vote | %     |
| ----------------------------------- | ---- | ----- |
| Gérald Boudreau (Sortant)           | 639  | 86,59 |
| Sébastien Manseau                   | 99   | 13,41 |
| Nombre d'électeurs inscrits : 1 452 |      |       |

### Weedon
| Candidats pour la mairie            | Vote | %     |
| ----------------------------------- | ---- | ----- |
| Jean-Claude Dumas                   | 595  | 51,69 |
| Richard Tanguay                     | 556  | 48,31 |
| Nombre d'électeurs inscrits : 2 226 |      |       |

### Westbury
| Candidats pour la mairie | Vote            | %               |
| ------------------------ | --------------- | --------------- |
| Kenneth Coates (Sortant) | Sans opposition | Sans opposition |

### Windsor
| Candidats pour la mairie            | Vote  | %     |
| ----------------------------------- | ----- | ----- |
| Malcolm Wheeler                     | 1 469 | 63,18 |
| Jean-Pierre Bibeau                  | 856   | 36,82 |
| Nombre d'électeurs inscrits : 4 199 |       |       |

### Wotton
| Candidats pour la mairie            | Vote | %     |
| ----------------------------------- | ---- | ----- |
| Ghislain Drouin                     | 415  | 50,49 |
| Line Bernier                        | 308  | 37,47 |
| Jocelyn Mercier                     | 99   | 12,04 |
| Nombre d'électeurs inscrits : 1 203 |      |       |